# Leiko Wu
Leiko Wu é uma agente secreto anglo-chinesa da histórias em quadrinhos norte-americanas da Marvel Comics, criada por Doug Moench e Paul Gulacy, aparecendo pela primeira vez em Master of Kung Fu #33 (outubro de 1975)

## Historia
Leiko Wu é uma agente chinesa-britânica do MI-6. Ao ingressar, ela entrou em um relacionamento romântico com Clive Reston, mas ela o trocou por Simon Bretnor, que mais tarde se tornou o vilão Mordillo. Ela logo se juntou a Reston junto com seus novos aliados Black Jack Tarr e Shang-Chi, o último por quem ela desenvolveu sentimentos. Juntos, eles derrotaram Mordillo. Ela continuou a fazer várias missões com Shang-Chi e Reston, o que geralmente causava uma tensão estranha entre eles. Wu também ajudaria Shang-Chi a derrotar seu pai, Fu Manchu, em algumas ocasiões.

Algum tempo depois que seu relacionamento com Shang-Chi terminou, Leiko é assassinada por Punho de Lâmina enquanto trabalhava disfarçada nas tríades para MI-6. O assassinato de Leiko leva Shang-Chi a retornar a Londres, onde ele se reúne com Tarr e seu ex-inimigo Esmagador de Crânios, que alega que Leiko planejava desertar do MI-6 para ele. Quando o empregador de Punho de Lâmina é revelado como Dragão Branco, o líder do clã rival de Esmagador de Crânios, Shang-Chi e Esmagador de Crânios chegam à propriedade de Dragão Branco, mas são capturados pelo irmão de Shang-Chi, Sol da Meia Noite, mestre de Dragão Branco. Sol da Meia Noite decapita Dragão Branco e Esmagador de Crânios para o ritual Mao Shan Pai, que requer as cabeças dos líderes da tríade. Em vez de conceder a ele os poderes que o ritual lhe concederia, o feitiço ressuscita Leiko devido a Esmagador de Crânios secretamente torná-la a líder de seu clã antes de sua morte. Leiko usa seus poderes recém-descobertos para dominar o Punho de Lâmina e convoca os espíritos dos líderes da tríade mortos para arrastar o Sol da Meia-Noite de volta ao seu reino. Shang-Chi é incapaz de trazer sua ex-amante de volta ao seu estado normal e ela foge quando Tarr chega à propriedade com reforços. Leiko é vista mais tarde tirando uma foto que Shang-Chi deixa para trás em seu túmulo dos dois.
Leiko eventualmente retoma suas funções com o MI-6. Quando o MI-6 descobre que a organização de Zheng Zu (a verdadeira identidade de Fu Manchu) está ativa novamente, Leiko visita Shang-Chi em sua nova residência em São Francisco para avisá-lo, apenas para os dois serem atacados por assaltantes desconhecidos. Os dois são resgatados pelos meio-irmãos anteriormente desconhecidos de Shang-Chi, Irmão Saber e Irmã Adaga, que revelam que Shang-Chi foi escolhido pelo espírito de Zheng Zu como o novo Comandante Supremo da Sociedade das Cinco Armas, o verdadeiro nome de seu pai. organização. Sabrie e Adaga pedem a ajuda de Shang-Chi para derrubar a Irmã Martelo, a líder ilegítima da Sociedade e sua irmã há muito perdida, Shi-Hua, que enviou os assassinos para matar seu irmão para consolidar seu controle sobre a Sociedade. Leiko leva Shang-Chi de volta a Londres, onde a Casa do Bastão Mortal e a Irmã Martelo estão localizadas. Apesar da oferta de ajuda de Leiko, Shang-Chi insiste em confrontar sua irmã sozinho. Leiko fornece a Shang-Chi informações por telefone sobre um mapa que leva ao túmulo de seu tio Zheng Yi e tenta impedir um ataque liderado pelo MI5 na Casa do Bastão Mortal; o oficial líder ignora seus avisos e lidera um ataque, apenas para ele e suas forças serem massacrados por Shi-Hua e seus capangas. Quando Shi-Hua e seu exército jiangshi atacam Londres, Lekio e MI-6 ajudam a defender a cidade com Shang-Chi e seus irmãos. Depois que o exército é derrotado e Shi-Hua é subjugada, Leiko tenta atirar na cabeça dela, mas a bala é pega por Shang-Chi, que permite que sua irmã fuja.
Enquanto Shang-Chi ainda está em Londres, Leiko se aproxima dele em nome do MI-6 e pede que ele roube a mística Lâmina do Equinócio do Museu Britânico antes que ela possa ser leiloada devido ao perigo que a espada representa. Leiko guia Shang-Chi via fone de ouvido através dos sistemas de segurança do museu, mas ele encontra Lady Letal, que acabou de roubar a lâmina e usou seu poder para roubar as almas dos guardas do museu. Após uma luta prolongada e com a ajuda de Leiko, Shang-Chi derruba Lady Letal de uma janela e destrói a lâmina, liberando as almas que consumiu para retornar às suas vítimas. Para seu problema, Leiko trata Shang-Chi com gelato.
Leiko e Shang-Chi passam férias juntos em Seul, onde testemunham várias bombas de gás detonarem pela cidade, transformando vítimas em árvores. Depois de ajudar Shang-Chi e Raposa Branca a resgatar civis de uma explosão de gás, Leiko recebe uma transmissão de explosões semelhantes acontecendo nas principais cidades do mundo. Os três rastreiam a origem de um dos difusores para um laboratório  da I.M.A. em Londres, onde eles encontram a cientista Jessa Chen, que afirma que ela e outros cientistas estão sendo forçados contra sua vontade a criar a arma biológica, chamada Molécula Gelsemium. Leiko leva Chen para um lugar seguro enquanto Shang-Chi e Raposa Branca lutam contra guardas da I.M.A. Enquanto eles estão sozinhos, Chen se revela como Doutor Gelsemium, o verdadeiro cérebro por trás da Molécula Gelsemium e usa sua fisiologia semelhante a uma árvore para conter Leiko antes de expô-la a uma amostra de Molécula, Gelsemium leva Leiko para outro laboratório no noroeste do Pacífico, onde Leiko começa a se transformar em uma árvore. Shang-Chi e Raposa Branca encontram Leiko através de seu rastreador e lutam contra Gelsemium. Leiko é capaz de se libertar e usa sua própria fisiologia de árvore para libertar as cobaias de Gelsemium e lutar contra ela. Depois que Gelsemium é derrotado, Leiko é curada com um antídoto que mais tarde foi fornecido às vítimas de Gelsemium em todo o mundo.

## Habilidades
Aptidões
Ela foi intensamente treinada nas técnicas de combate com as mãos nuas e no manuseamento de armas, tanto brancas como de fogo. Ela domina muitas artes marciais, e também foi treinada por Shang-Chi para completar sua formação. 
Armas
A sua arma preferida é uma pistola Smith & Wesson de calibre. 45. Equipamento: Depois de ter sido amputada pelo terrorista Argus, a sua mão esquerda foi substituída por uma prótese articulada, semelhante na aparência a uma verdadeira mão.
Equipamento
Depois de ter sido amputada pelo terrorista Argus, a sua mão esquerda foi substituída por uma prótese articulada, semelhante na aparência a uma verdadeira mão, essa prótese articulada guarda qualquer objeto, que ela queira.

## Outras versões

### Ultimate Marvel
Leiko Wu existe no Universo Ultimate. Esta versão parece ser uma espécie de benfeitora contratada pelo pai de Shang-Chi para contratar outras pessoas para trazê-lo de volta à China vivo. Apesar disso, ela parecia interessada em Shang-Chi devido a ele ter parado alguns homens que roubaram suas malas.